# Jean Bouillet
Jean Bouillet (* 14. Mai 1690 in Servian, Région Languedoc-Roussillon; † 13. August 1777  in Béziers) war ein französischer Arzt und Enzyklopädist.

## Leben und Wirken
Sein Vater war der Jean Bouillet sen. (1654–1725), seine Mutter die Catherine de Conneau (1658–1722). Die Familie bestand ferner aus fünf Schwestern und Jean Bouillet jun., so seine Schwestern: die  Françoise (ca. 1684–1776),  Catherine (1684–1780),  Marie Anne (ca. 1695–1720), Marguerite (ca. 1695–1721) und  Jeanne Bouillet (* 1700).
Im Jahre 1707 begann er in Montpellier mit dem Medizinstudium in Montpellier und erhielt 1711 seinen Doktortitel,  Docteur en médecine de la Faculté de Montpellier.
Im Jahre 1715 ließ er sich in Beziers nieder, wo er mehr als 60 Jahre für seine Patienten tätig war (siehe auch  École de médecine de Montpellier). 
Am Samstag den 22. August 1722 heiratete Jean Bouillet in Béziers seine zukünftige Ehefrau Catherine Marsials (* ca. 1700). Das Paar hatte zwei Töchter Catherine Jacquette (*  1723), Gabrielle (ca. 1727–1789) und zwei Söhne Jean-Henri-Nicolas (1729–1790) und  Michel Jean Louis Bouillet (* 1732).
Zusammen mit seinem Sohn Jean-Henri-Nicolas Bouillet, ebenfalls einem Arzt und Enzyklopädisten, trugen sie mit ihren Artikeln zur Publikation der Encyclopédie bei.
Seit 1722 war er korrespondierendes Mitglied der Académie des sciences.